# The Work Which Transforms God
Albums de Blut aus Nord
The Mystical Beast of Rebellion
(2001) Thematic Emanation of Archetypal Multiplicity
(2005)
The Work Which Transforms God est le quatrième album studio du groupe de black metal français Blut aus Nord. L'album est sorti en 2003 sous le label Candlelight Records.

## Liste des morceaux
| 1.    | End                           | 1:52 |
| 2.    | Choir of the Dead             | 6:40 |
| 3.    | Axis                          | 3:36 |
| 4.    | !The Fall                     | 1:32 |
| 5.    | Metamorphosis                 | 5:22 |
| 6.    | The Supreme Abstract          | 2:59 |
| 7.    | Our Blessed Frozen Cells      | 7:55 |
| 8.    | Devilish Essence              | 2:07 |
| 9.    | The Howling of God            | 6:18 |
| 10.   | Inner Metal Cage              | 2:55 |
| 11.   | Density                       | 0:18 |
| 12.   | Procession of the Dead Clowns | 9:55 |
| 51:48 |                               |      |